# Hélène Joye
Hélène Joye (Brussel, 19 september 1929 - Watermaal-Bosvoorde, 29 november 2016) was een Belgische atlete, die gespecialiseerd was in de sprint. Ze werd viermaal Belgisch kampioene.

## Loopbaan
Joye werd in 1957 Belgisch recordhoudster op de 400 m. Later dat jaar verbeterde ze het Belgische record op de 100 m van Madeleine Verhelst naar 12,6 s en evenaarde ze het record op de 200 m van Suzanne Krol. Zowel in 1957 als in 1958 werd ze Belgisch kampioene op zowel de 100 als de 200 m.
Joye was aangesloten bij ASUB, de sportclub van de Université libre de Bruxelles. Aan die universiteit studeerde ze en werd ze gewoon hoogleraar.

## Belgische kampioenschappen
| Onderdeel | Jaar       |
| --------- | ---------- |
| 100 m     | 1957, 1958 |
| 200 m     | 1957, 1958 |

## Persoonlijke records
| Onderdeel | Prestatie      | Datum         | Plaats  |
| --------- | -------------- | ------------- | ------- |
| 100 m     | 12,6 s (ex-NR) | 23 juni 1957  | Rijsel  |
| 200 m     | 26,2 s (ex-NR) | 23 juni 1957  | Rijsel  |
| 400 m     | 61,4 s (ex-NR) | 24 maart 1957 | Brussel |

## Palmares

### 100 m
- 1957:  BK AC – 13,3 s
- 1958:  BK AC – 12,6 s (NR)

### 200 m
- 1957:  BK AC – 26,9 s
- 1958:  BK AC – 26,6 s